# Heteropriacanthus cruentatus
A Heteropriacanthus cruentatus a sugarasúszójú halak (Actinopterygii) osztályának a sügéralakúak (Perciformes) rendjébe, ezen belül a Priacanthidae családjába tartozó faj.
Nemének egyetlen faja.

## Előfordulása
A Heteropriacanthus cruentatus előfordulási területe a három óceán trópusi részei. A Nyugat-Atlanti-óceánban Floridától kezdve a Mexikói-öböl texasi partjáig, valamint a Karib-térségben és Dél-Amerika partjai mentén délre, egészen Argentínáig lelhető fel. Ugyanennek az óceánnak a keleti felén, a Madeira-szigetektől Szent Ilona-szigetig található meg; Afrika partjainál hiányzik. A Vörös-tengerben nem él, viszont az Indiai- és a Csendes-óceánok nagy részén előfordul. A Kelet-Csendes-óceánban főleg Alsó-Kaliforniától a Galápagos-szigetekig gyakoribb; délre Chile felé a jelenléte megkérdőjelezhető.

## Megjelenése
Az átlagos mérete 20 centiméter, azonban 50,7 centiméteresre is megnőhet. Testtömege legfeljebb 2,7 kilogramm. Hátúszóján 10 tüske és 12-13 sugár, míg a farok alatti úszóján 3 tüske és 13-14 sugár látható. A színezete példánytól függően az ezüstös rózsaszíntől - melyen vörös foltok is lehetnek - a teljesen sötét vörösig változik. A hátúszóin halvány sötét foltok vannak. A mellúszói világosszürkék és nincs rajtuk foltozás.

## Életmódja
A korallzátonyok közelében él, 3-300, de általában 3-35 méteres mélységek között. Nappal rejtőzködni próbál; éjszaka indul táplálkozni. Táplálékát kisebb nyolckarú polipok, sáskarákok (Stomatopoda), egyéb rákok, kisebb csontos halak és soksertéjűek alkotják. Nappal magányosan vagy kisebb rajokban ül, azonban éjszaka nagy rajokat alkot.

## Szaporodása
Habár a felnőtt partközeli, az ivadék a nyílt óceánok lakója.

## Felhasználása
Fogyasztási célokból csak kisebb halászati értéke van. Az élőhelyeinek közelében megtalálható a halpiacokon. Néha ciguatera-mérgezést okozhat. Szép színei miatt, közkedvelt a városi akváriumokban; emiatt ezek számára nagy számban fogják be.

## Képek

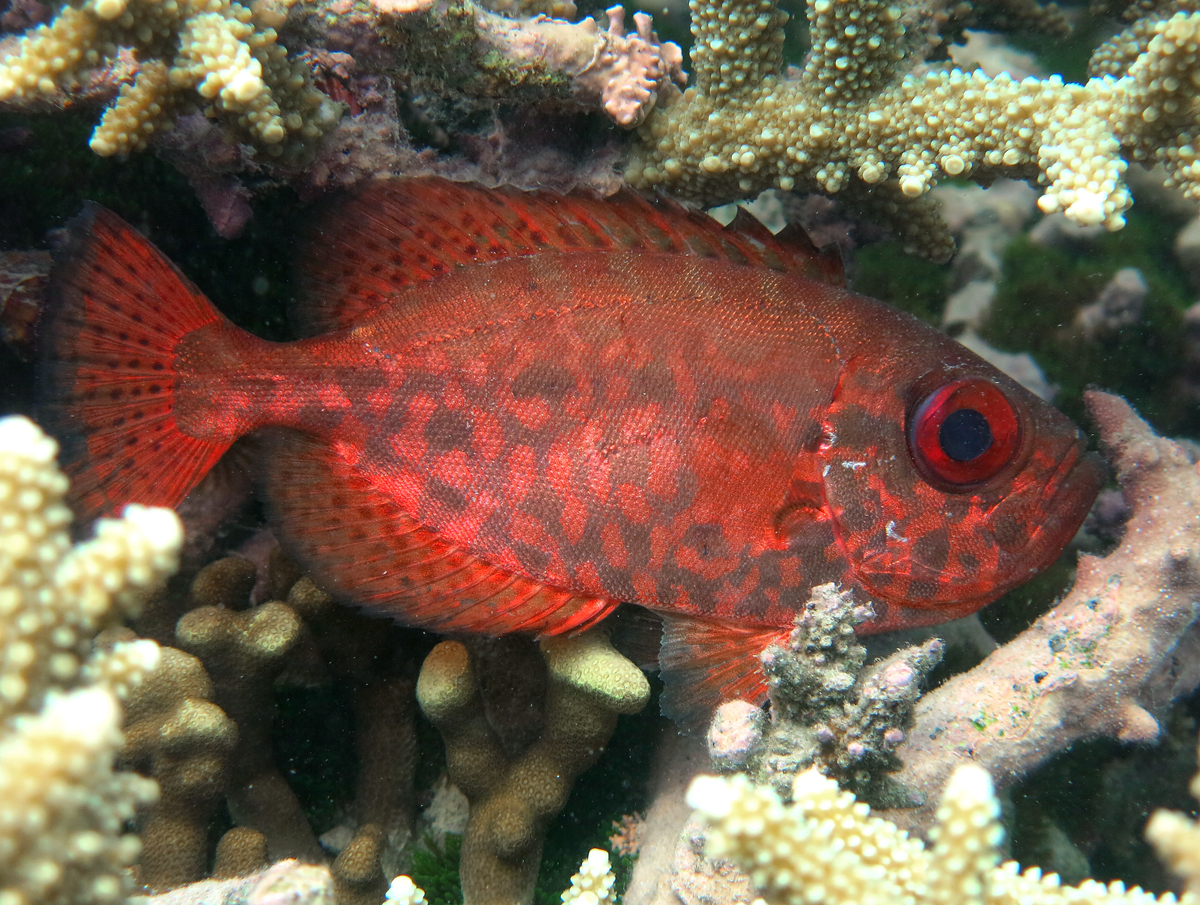
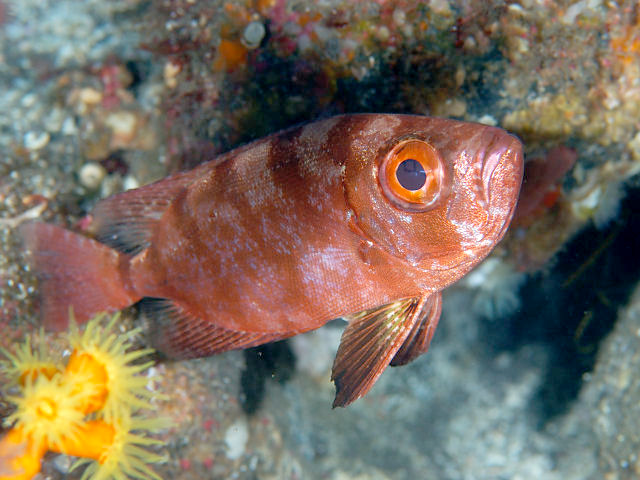
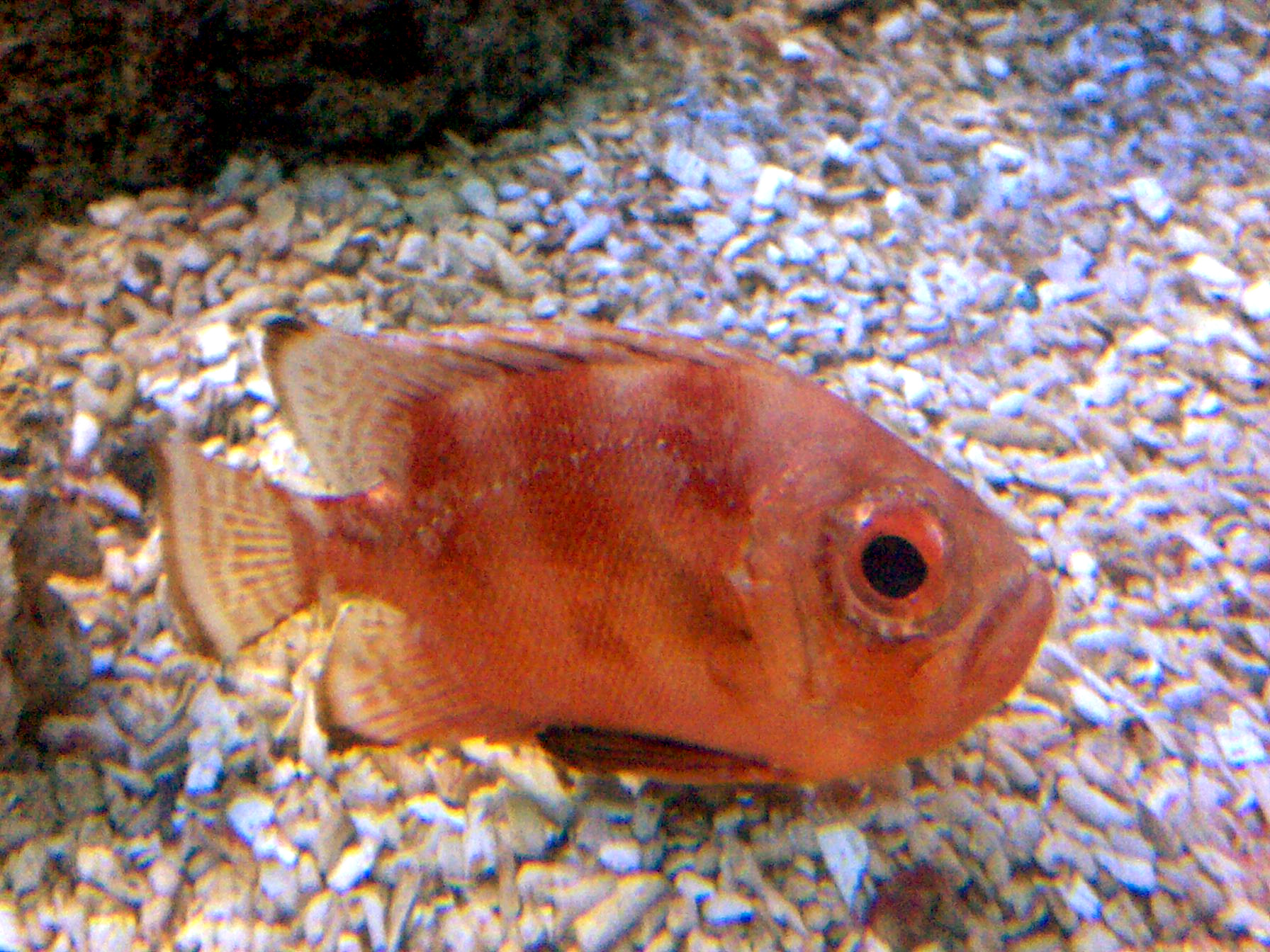
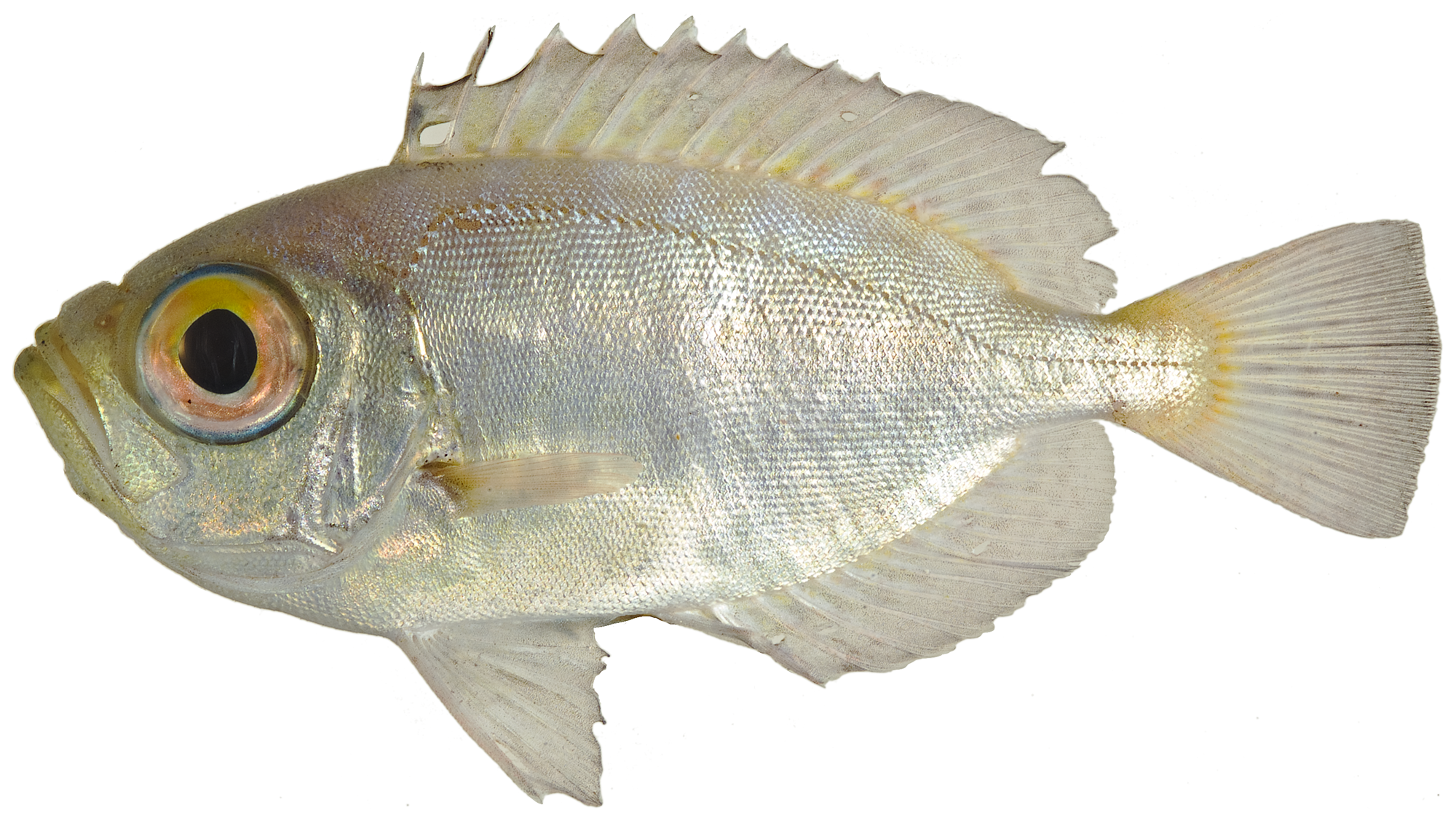